# Giganten der Urzeit
Giganten der Urzeit (Originaltitel: Monsters Resurrected) ist eine mehrteilige Dokumentation des Discovery Channel aus dem Jahr 2009 über prähistorische Tiere. In der Dokumentation geht es hauptsächlich um große, gefährliche und fleischfressende Urzeittiere und ihre Umwelt auf der Basis von fossiler Beweislage. Erstmals wurde die Dokumentation in den USA am 3. Dezember 2009 ausgestrahlt. In Deutschland wurde die Sendung erstmals am 18. Februar 2010 auf DMAX veröffentlicht. In der Dokumentation werden sowohl CGI-Szenen von Dinosauriern und anderen Urzeittieren in ihrer Umwelt als auch Interviews mit Wissenschaftlern gezeigt, die über die dargestellten Tiere sprechen. Manchmal werden Körperteile, etwa Klauen, der dargestellten Tiere nachgebaut und ihre Effektivität an verschiedenen Objekten getestet, welche das Fleisch ihrer jeweiligen Beute simulieren.

## Episoden

### Die Bestie aus dem Sumpf
Vor rund 100 Jahren fand der deutsche Paläontologe Ernst Stromer von Reichenbach in Ägypten Teile eines bis dahin unbekannten Raubdinosauriers. Er nannte diesen neuen Theropoden Spinosaurus. Die wenigen Überreste, welche gefunden wurden, waren in einem Naturkundemuseum in München ausgestellt. Allerdings wurden sie in einem Bombenangriff der Alliierten auf München im Zweiten Weltkrieg zerstört. Seitdem waren das einzige, was man von Spinosaurus kannte, einige Fotos seiner großen Rückenwirbel im Museum jener Zeit. Von diesem Zeitpunkt an konnte man nur spekulieren, wie dieser große Theropode ausgesehen und wie er gelebt haben könnte. Viele Jahrzehnte später fand man Kiefer von Spinosaurus, welche denen moderner Krokodile ähnelten.
In der Episode wird Spinosaurus als großes, unbezwingbares Riesenraubtier dargestellt, dass unangefochten an der Spitze der Nahrungskette steht: So ernährt er sich beispielsweise von kleineren Fleischfressern wie dem 9 Meter langen Rugops, oder er jagt große Pflanzenfresser wie den Sauropoden Paralititan. Auch mit Fleischfressern seiner Zeit kann Spinosaurus es aufnehmen: So benutzt er beispielsweise seine Krallen, um Sarcosuchus, einen Verwandten der Krokodile, zu zerfleischen. Carcharodontosaurus, einen kleineren Fleischfresser seiner Zeit, kann er mit seinen kräftigen Klauen niederschlagen. Um die Schlagkraft seiner Arme zu erforschen, wird ein Arm von Spinosaurus als Metallmodell nachgebaut. In Versuchen stellt sich heraus, dass Spinosaurus mit einem kräftigen Schlag seiner Arme selbst Autotüren stark beschädigen könnte.
Umso rätselhafter ist sein Aussterben vor ca. 94 Mio. Jahren. Wahrscheinlich begünstigte eine Klimaveränderung kleinere Fleischfresser wie Rugops. Am Ende der Episode wird gezeigt, wie ein Rudel von Rugops-Exemplaren einen Spinosaurus gemeinsam angriff und tötete.

### Der Riesenvogel
Vor etwa 2 Mio. Jahren lebte auf dem amerikanischen Kontinent ein gefährliches Raubtier, wie es Amerika bis dahin nicht kannte: Ein über 2 Meter hoher, flugunfähiger, fleischfressender Vogel mit dem Namen Titanis. Er wird in der Episode als „Terrorvogel“ bezeichnet. Er war, wie alle Vögel, ein Verwandter der Raubdinosaurier, so auch von Tyrannosaurus rex.
In der Episode wird auf das Jagd- und Fressverhalten des Titanis eingegangen: Vermutlich besaß der Riesenvogel wie heutige Raubvögel ein gutes Sehvermögen und nutzte seinen hakenförmigen Schnabel beim Fressen ähnlich, wie es auch heutige Raubvögel tun. Allerdings jagte er eine ganz andere Beute als heutige Raubvögel: So konnten Titanis auch wesentlich größere Beutetiere, wie etwa Riesenfaultiere, erschlagen und überwältigen. Man geht davon aus, dass der Titanis ein ausdauernder Läufer war, der seine Beute hetzte und diese dabei mit seinen kraftvollen Schnabelschlägen verletzte, bis diese zusammenbrach. Um die Angriffskraft des Riesenvogels zu ermitteln, fertigt man ein Metallmodel seines Schädels an und testet die Schlagkraft des Schnabels an einem Rinderschädel. Dieser hält dem Angriff nicht stand und zerbricht. Vermutlich würgte Titanis, ähnlich wie heutige Raubvögel, unverdauliche Bestandteile der Beute in Form eines Gewölles wieder hoch.
Vor etwa 2 Mio. Jahren entstand Mittelamerika, über das die „Terrorvögel“ nach Nordamerika vordrangen. Dort hatten sie jedoch ernste Konkurrenz durch andere Raubtiere wie die Säbelzahnkatze Smilodon oder den Canis edwardii, einen Verwandten der heutigen Wölfe, der in Rudeln jagte und so gemeinsam auch den Titanis erlegen konnte, wenn ein ganzes Rudel angriff. Des Weiteren waren die Eier des Titanis, die dieser oft in einem Nest auf dem Boden ausbrütete, eine leichte Beute für Raubtiere wie Canis edwardii. Da er der Konkurrenz durch Smilodon und Canis edwardii nicht gewachsen war, starb der Titanis nach einigen Mio. Jahren wieder aus.

### Ungeheuer der Tiefe
Bereits vor über 200 Jahren fand man erste Fossilien riesiger Meeresreptilien in den Niederlanden. Doch erst viel später erforschte man die Ursprünge dieser Wesen: Vor ca. 95 Mio. Jahren war es an Land sehr gefährlich: Große Raubsaurier machten die Welt zu einem sehr gefährlichen Ort für kleinere Tiere, wie die eidechsenähnlichen Aigialosaurier. Aus diesem Grund flüchteten diese kleinen Reptilien ins Meer, dem sie sich über Millionen von Jahren immer mehr anpassten und sich so zu den gigantischen Mosasauriern entwickelten. Eine dieser Übergangsformen der kleinen, landlebenden Echsen zu den riesigen Meeresreptilien war der 1995 in Texas entdeckte Dallasaurus, der zwar bereits überwiegend im Meer lebte, allerdings mit einem Meter Länge noch deutlich kürzer als spätere Mosasaurier war.
Am Anfang ihrer Entwicklung war der Ozean für die Mosasaurier noch alles andere als sicher: Nicht selten kam es vor, dass vor allem junge Mosasaurier Beute von Haien wie Cretoxyrhina (in der Dokumentation als „Ginzuhai“ bezeichnet) wurden. Auch gab es einige weitere Meeresreptilien in den nordamerikanischen Meeren der Oberkreide: Beispielsweise gab es langhalsige Plesiosaurier, welche sich von kleineren Fischen ernährten, oder Dolichorhynchops (in der Dokumentation als „kurzhalsiger Plesiosaurier“ beschrieben), die ebenfalls kleine Fische jagten. Am Ende der Evolution der Mosasaurier standen jedoch riesige Raubtiere wie Tylosaurus (in der Dokumentation als „Mosasaurier“ bezeichnet), welche erfolgreich Jagd auf Tiere wie die langhalsigen Plesiosaurier machten. Diese verließen daraufhin die nordamerikanischen Meere und wanderten in Gebiete ab, in denen es keine Mosasaurier gab.
Mosasaurier waren effektive Jäger: Ein Stahlgerüst, welches dem Schädel eines echten Mosasauriers nachempfunden ist, demonstriert, wie dieser seine Beute zermalmen konnte. Selbst die Paarung war bei Mosasauriern wahrscheinlich nicht friedlich: So wurden Artgenossen nach der Paarung oftmals gebissen (Paarungsbiss).
Aber auch die Herrschaft der Mosasaurier währte nicht ewig: Am Ende der Kreide schlug ein Meteorit vor der mexikanischen Halbinsel Yucatan ein. Im darauf folgenden Massensterben starben Dinosaurier, Plesiosaurier und Mosasaurier aus.

### Die Stachelechse
Vor 110 Mio. Jahren lebte einer der größten Raubdinosaurier auf dem amerikanischen Kontinent, den es jemals gab: Acrocanthosaurus war fast genauso groß wie Tyrannosaurus rex und ein Spitzenprädator seiner Zeit. Er hatte zwar einen schwächeren Biss als Tyrannosaurus rex, dafür aber deutlich kräftigere Arme und Klauen.
Er konnte unter den Beutetieren seiner Zeit frei wählen: So jagte er beispielsweise den auf den ersten Blick harmlos wirkenden Ornithopoden Tenontosaurus. Dieser verfügte jedoch über eine äußerst effektive Waffe: einen langen Schwanz, welchen er kräftig schwingen konnte, um Acrocanthosaurus zu verletzen. Dieser war allerdings wesentlich größer als der Pflanzenfresser und konnte diesen mit seinen kräftigen Kiefern schwer verletzen. In Versuchen, in denen seine Krallen als Metallmodel nachgebaut wurden, stellte sich heraus, dass er mit seinen Klauen Fleischstücke aus der Beute reißen konnte, wenn er diese in die Beute bohrte. Aber fossile Fußspuren am Paluxy River in Texas weisen auch darauf hin, dass Acrocanthosaurus wesentlich größere Beute erlegen konnte: So weisen die Fußspuren eines Acrocanthosaurus neben denen von Paluxysaurus darauf hin, dass ein Acrocanthosaurus die Herde verfolgte und ein Exemplar dieser gewaltigen Sauropoden angriff, dieses schwächte und so erlegte. In der Episode wird der Kampf auf folgende Weise rekonstruiert: Eine Paluxysaurus-Herde zieht an der Küste entlang. Eine Gruppe von Acrocanthosaurus verfolgt das letzte Mitglied der Herde, welches versucht, vor seinen Verfolgern zu fliehen. Ein erster Acrocanthosaurus versucht den Paluxysaurus zu verletzen, doch dieser schwingt seinen Schwanz gegen den Angreifer und tötet diesen. Ein zweiter Acrocanthosaurus holt den fliehenden Sauropoden ein und beißt sich an diesem fest, wodurch dieser Blut verliert und langsam geschwächt wird. Als der Sauropode schließlich keine Kraft mehr hatte, tötete der Acrocanthosaurus den Paluxysaurus und fraß ihn.
Jahrmillionen war Acrocanthosaurus in Nordamerika sehr erfolgreich. Daher war sein Aussterben umso rätselhafter. In der Dokumentation werden vor allem zwei Gründe für sein Aussterben angeführt: Zum einen verschwanden seine Hauptbeutetiere, die riesigen Sauropoden. Dafür erschienen kleinere Pflanzenfresser wie Sauropelta, die zwar kleiner, aber auch schwer gepanzert waren und daher für Acrocanthosaurus keine leichte Beute waren, da dieser sich auf die Jagd nach großen, schwerfälligen Beutetieren spezialisiert hatte. Außerdem erschienen Raubsaurier wie der Deinonychus, welche zwar klein, aber dafür sehr intelligent waren und im Rudel jagten. So waren Deinonychus-Rudel vor allem für jüngere Acrocanthosaurus ernstzunehmende Konkurrenten, da sie diese gemeinsam von ihrer Beute vertreiben konnten. Da er zunehmend von kleineren Raubsauriern verdrängt wurde und er nicht gut dazu ausgerüstet war, kleinere, aber gepanzerte Beute zu jagen, starb Acrocanthosaurus aus.

### Der Killerbär
Vor 19. Mio. Jahren ging in Nordamerika ein extrem gefährliches und kräftiges Raubtier auf die Jagd: Vor Amphicyon, dem Bärenhund, rettete nur Schnelligkeit.
Vermutlich wanderten die Bärenhunde, zu denen Amphicyon gehörte, über eine Landverbindung von Asien nach Nordamerika ein. Zunächst waren es kleine Tiere: So war der Unterkiefer eines frühen amerikanischen Bärenhundes gerade mal so groß wie der eines Fuchses. An der Spitze der Nahrungskette in Nordamerika herrschte der riesige Entelodont Daeodon (in der Dokumentation als „Dinohyus“ bezeichnet). Obgleich Amphicyon ein erfolgreicher Jäger war, konnte er sich nicht mit dem Daeodon messen. Doch im Laufe einiger Millionen Jahre nahmen Körpergröße, Kraft und Aggressivität von Amphicyon zu, so, dass er sich immer besser gegen Entelodonten behaupten konnte und sie so verdrängte. Nachdem Daeodon ausstarb, wurde Amphicyon zum Apexprädator Nordamerikas.
Was die Tiere zu so effektiven Räubern machte, waren vor allem eine Beweglichkeit, wie sie Löwen besitzen, ein kräftiges Gebiss, das dem eines Hunds ähnelte und der kraftvolle Körperbau eines Bären. Zwar waren die Pfoten eines Bärenhunds nicht so beweglich wie die eines Bären, doch sie reichten aus, um auch große Beutetiere zu fangen und zu töten. Vermutlich griff Amphicyon aus dem Hinterhalt an und überwältigte seine Beute, anstatt sie über längere Strecken zu verfolgen.
Amphicyon war ein sehr gefährliches Raubtier, das als ausgewachsenes Tier nur von Artgenossen etwas zu befürchten hatte. Daher stellt sich die Frage, wie ein so erfolgreiches Raubtier, das Nordamerika über mehrere Millionen Jahre beherrscht hat, aussterben konnte. In der Dokumentation wird Amphicyons Aussterben dadurch erklärt, dass sich neue, in Rudeln jagende, hundeartige Raubtiere wie Epicycon entwickelt hatten, die Amphicyon von seiner Beute verjagten. Amphicyon hatte Epicyon gegenüber einen großen Nachteil, da Amphicyon allein jagte, wohingegen Epicyon in Rudeln jagte und andere Jäger so leichter von ihrer Beute verscheuchen konnte. Des Weiteren konnten vor allem Jungtiere von Amphicyon, die in Bauen ähnlich wie bei Wölfen aufgezogen wurden, leicht Opfer von Epicyon werden. Des Weiteren änderte sich das Klima, und in Nordamerika gab es weniger Bäume, wodurch sich Amphicyon nicht mehr richtig auf die Lauer legen und erfolgreich jagen konnte. Aus diesen beiden Gründen starb Amphicyon aus.

### Die tödlichen Jäger
Vor 65 Mio. Jahren ging das Zeitalter der Reptilien mit dem Aussterben der Dinosaurier zu Ende. Die Säugetiere traten die Herrschaft über die Erde an, allerdings mit einer Ausnahme: Australien. Dort herrschten im Pleistozän riesige Beuteltiere, etwa das 250 Kilogramm schwere Urzeitkänguru Procoptodon oder der riesige Wombat Diprotodon. Doch das größte Tier des Kontinents war der riesige Waran Megalania. Von diesem waren über lange Zeit jedoch lediglich wenige Fragmente bekannt. Der Paläontologe Dr. Scott A. Hocknull hat Schädelfragmente zusammengetragen, um erstmals ein vollständiges Bild des Warans zu entwerfen.
Auch wird die Jagdmethode des Riesenwarans rekonstruiert: Megalania konnte mit seiner gespaltenen Zunge die Richtung, aus der der Geruch eines Beutetieres kam, schnell feststellen. Die Jagd auf große Beuteltiere wie Procoptodon oder das Diprotodon war jedoch sehr gefährlich: So konnte Procoptodon Megalania etwa mit seinen kräftigen Hinterläufen treten. Jedoch war Megalania ein schneller Läufer und konnte Procoptodon einholen und diesen zu Fall bringen und ihn mit einem Biss töten. Auch größere Beutetiere wie Diprotodon wurden erlegt. Dafür nutzte Megalania vermutlich ein Gemisch aus Speichel und Gift, ähnlich wie rezente Komodowarane. Beim Biss floss dieses Gemisch in die Wunde des Beutetieres, was es schwächte und Megalania so ermöglichte, seine Beute zu töten.
Zu jener Zeit war Megalania jedoch nicht das einzige gefährliche Raubtier Australiens. Auch der Beutellöwe, Thylacoleo carnifex, lebte auf dem Kontinent. Er war ein geschicktes Raubtier, welches seiner Beute auflauerte. Obgleich er ein Nahrungskonkurrent von Megalania gewesen sein dürfte, war die Megalania dem Beuteltier im Kampf wahrscheinlich überlegen: So konnte der Waran den Beutellöwen mit einem Treffer seines Schwanzes schwer verletzen.
Vermutlich starb Megalania vor etwa 50.000 Jahren aus, da mit den Vorfahren der Aborigines erstmals Menschen den Kontinent betraten und Megalania aufgrund ihrer Intelligenz überlegen waren.

## Rezeption
Die Dokumentation erhielt gemischte bis positive Kritiken. So erhielt sie auf der Internet Movie Database 5 von 10 möglichen Sternen. Riley Black vom Smithsonian Magazine störte vor allem das nach ihrer Meinung unrealistisch brutale, aggressive Verhalten der Urzeittiere in der Dokumentation.